# Ce qui ne me tue pas
Ce qui ne me tue pas (titre original : Det som inte dödar oss) est un roman policier suédois de David Lagercrantz, paru en 2015. Il reprend le cadre spatio-temporel de la trilogie à succès Millénium écrite par Stieg Larsson (75 millions d'exemplaires vendus dans le monde entier) dont il constitue la suite.

## Résumé
Frans Balder, éminent chercheur suédois en intelligence artificielle exilé aux États-Unis, revient dans son pays natal pour s'occuper de son enfant autiste de huit ans élevé jusqu'à présent par son ex-femme Hanna et son compagnon Lasse Westman. Ce faisant, il démissionne de l'entreprise américaine Solifon en emportant ses découvertes, au grand dam d'une équipe de la NSA ayant l'habitude d'extorquer des renseignements aux entreprises de hautes technologies ainsi que d'une équipe du grand banditisme menée par le mystérieux Thanos. Jan Holster, un des tueurs de cette organisation criminelle, est chargé de récupérer l'ordinateur de Frans Balder et de l'éliminer. Il remplit pleinement sa mission mais laisse en vie August Balder, l'enfant autiste de sa victime, pensant que sa particularité l'empêcherait de dévoiler des informations vitales sur la nature du tueur de son père.
Peu avant sa mort, Frans Balder, prévenu par Gabriella Grane, agent de la sécurité suédoise, que sa vie est menacée, détruit son programme d'intelligence artificielle et contacte Mikael Blomkvist, journaliste d'investigation à la revue Millénium, afin de lui dévoiler des informations sur des agissements frauduleux aux États-Unis. Ce dernier tente de reprendre contact avec Lisbeth Salander afin qu'elle lui donne des renseignements scientifiques sur les recherches de Frans Balder. Il se rend ensuite à la maison du chercheur pour le rencontrer et assiste impuissant à la fuite d'un homme qui s’avèrera être le meurtrier du savant. Il découvre ensuite sur les lieux du crime un dessin d'une réalité extraordinaire, pensant que le chercheur en est l'auteur. Il se rend compte plus tard qu'il s'agit plutôt d'August Balder et que ce dernier pourrait aider la police à retrouver l'assassin grâce à ses dons d'observation et de restitution.
Lisbeth Salander, ayant réussi à s'introduire peu de temps auparavant dans le réseau extrêmement sécurisé de la NSA, est déjà au courant de la situation de Frans Balder. Le message de Mikael Blomkvist l'incite à chercher des informations plus récentes à son sujet ; elle découvre grâce à ses dons de pirate informatique au talent inouï que le meurtre du fils de Frans est prévu pour le lendemain. Elle réussit à l’empêcher et prend la fuite en compagnie du garçon. Cachée dans une demeure qu'Erika Berger, l'amie intime de Mikael Blomkvist, a mise à sa disposition, elle découvre que les dons de l'enfant ne se limitent pas au seul dessin : il possède également une capacité extraordinaire à manipuler les nombres et notamment les nombres premiers dont l'utilisation peut permettre de casser le cryptage de données de la NSA. Mais Thanos et son équipe découvrent où se sont cachés Lisbeth et August et lancent une attaque. Lisbeth parvient à tuer plusieurs des assaillants et s'enfuit avec August, non sans avoir eu confirmation que Thanos se trouve en fait être Camilla Salander, sa sœur jumelle qui l'a toujours haïe. Elle ramène August à sa mère et les envoie incognito dans un hôtel en Allemagne afin qu'ils échappent à toute poursuite, tout en ayant au préalable faxé un de ses dessins montrant le meurtrier de son père, permettant ainsi à la police d'élucider l'affaire. Un peu plus tard, Lisbeth parvient, grâce à la capacité d'August à manipuler aisément des nombres premiers, à casser le cryptage d'un fichier de la NSA prouvant l'implication d'une de ses équipes dans des activités criminelles. Elle donne ces informations à Mikael Blomkvist. Quelques jours plus tard, Millénium publie un reportage sur les malversations de la NSA, publication qui permet d'assainir les finances de la revue.

## Accueil
La sortie simultanée dans une trentaine de pays de ce roman le jeudi 27 août 2015 a créé une polémique allant jusqu'à un appel au boycott de ce livre par l'intelligentsia suédoise dénonçant « le pillage d’une tombe » », l'auteur de la trilogie originale étant mort onze ans auparavant. La compagne de Stieg Larson, Eva Gabrielsson, dénonce une imposture motivée par l’appât du gain : « On a une maison d’édition qui a besoin d’argent et un écrivain qui n’a rien d’autre à écrire que de copier les autres ».
Pour la sortie en France, l'éditeur français, Actes Sud, a annoncé avoir tiré à 500 000 exemplaires de ce nouveau volume, tandis que 2,7 millions d’exemplaires auraient été imprimés dans le monde pour sa sortie.

## À propos du titre
Le titre français (« Ce qui ne me tue pas »), tout comme le titre suédois original (« Det som inte dödar oss », qui peut être traduit par « Ce qui ne nous tue pas ») provient indirectement de la huitième maxime de l'essai Crépuscule des idoles (1888) de Friedrich Nietzsche : « Ce qui ne me tue pas, me rend plus fort. » (« Was mich nicht umbringt, macht mich stärker. », dans le texte original en allemand).
Cette citation apparaît complète dans le chapitre 23 du roman de David Lagercrantz, lorsque Mikael Blomkvist rend visite à Holger Palmgren, l'ancien tuteur de Lisbeth Salander, et apprend que celle-ci, dans son enfance, avait un jour trouvé sur la table de la cuisine une feuille écrite de la main de son père, Alexandre Zalachenko, et comportant cette citation de Nietzsche, lui faisant deviner que le mot de passe pour accéder au contenu secret de l'ordinateur paternel, avec la liste des activités criminelles de celui-ci, était « nietzsche ».

## Éditions françaises
Édition imprimée originale en grand format
- David Lagercrantz (trad. du suédois par Hege Roel-Rousson), Ce qui ne me tue pas : roman [« Det som inte dödar oss »], Arles, éd. Actes Sud, coll. « Actes noirs », 27 août 2015, 481 p., 24 cm (ISBN 978-2-330-05390-1, BNF 44433711)

Livre audio
- David Lagercrantz (trad. du suédois par Hege Roel-Rousson), Millénium 4 : Ce qui ne me tue pas [« Det som inte dödar oss »], Paris, éd. Audiolib, 21 octobre 2015 (ISBN 978-2-36762-034-3, BNF 44431504)Texte intégral ; narrateur : Emmanuel Dekoninck ; support : 2 disques compacts audio MP3 ; durée : 16 h 15 min environ ; référence éditeur : Audiolib 1550231. La notice BnF est encore incomplète (31-1-2016).

## Adaptation cinématographique
- 2018 : Millénium : Ce qui ne me tue pas (The Girl in the Spider's Web) de Fede Alvarez